# Cavalcade d'amour
Pour plus de détails, voir Fiche technique et Distribution.
Cavalcade d'amour est un film français réalisé en 1939 par Raymond Bernard sorti en 1940.

## Synopsis
Trois aventures d'amour ont lieu dans un même château à trois époques différentes. Au XVIIe siècle des comédiens sont conduits au château le jour du mariage de la fille du seigneur. Mais le marié est si stupide et contrefait que la mariée s'enfuit avec un comédien ; ils sont rattrapés et le comédien est tué.
En 1840, un nouveau mariage se prépare, union de deux grandes familles, mais le fiancé a le coup de foudre pour une petite couturière. Le mariage se fait malgré tout et la couturière en meurt.
La troisième aventure se déroule de nos jours : le château vient d'être acheté par un financier qui veut marier sa fille avec un garçon de bonne famille. Cette fois c'est le coup de foudre, mais les fiancés qui acceptaient le mariage d'intérêt sans amour sont d'accord pour le refuser à cause de l'amour. Mais tout va s'arranger car le financier a le bon esprit de se ruiner.

## Fiche technique
- Réalisateur : Raymond Bernard assisté de Serge Vallin
- Scénariste : Jean Anouilh et Jean Aurenche
- Costumes : Georges Annenkov
- Photographie : Robert Lefebvre et André Germain
- Musique : Roger Désormière, Arthur Honegger, Darius Milhaud
- Son : Jacques Lebreton
- Pays :  France
- Format :  Noir et blanc - 1,37:1 - 35 mm - son mono
- Genre : Drame historique
- Durée : 100 minutes
- Date de sortie : 
  - France - 17 janvier 1940

## Distribution
- Claude Dauphin : Léandre, Hubert & Georges
- Michel Simon : Diogène, Monseigneur de Beaupré & Lacouret
- Janine Darcey : Julie
- Simone Simon : Juliette
- Saturnin Fabre : Lacouret
- Alfred Baillou : Un comédien
- Charles Vissières : Le maître d'hôtel
- Marcel Melrac : L'employé du gaz
- Jacques Castelot : Un danseur
- Pierre Labry : Le baron de Maupré
- Trubsky : Le marquis de Longuyon
- Henri Richard : Anthelme
- Christian Argentin : le chapelain
- Henri Monteux : Joseph
- Hubert Daix : un comédien
- Corinne Luchaire : Junie
- Blanchette Brunoy : Léonie de Maupré
- Dorville : le père de Julie
- Léon Larive : le cuisinier
- Milly Mathis : la nourrice

## Critiques
Pour le magazine Télé 7 jours, Cavalcade d'amour est « un cinéma un peu désuet, à la merci des acteurs : ils sont ici excellents, mais… ».